# Longvilly
Longvilly [lɔ̃vili] (en allemand Lingsweiler, en luxembourgeois Lingser/Längsweller en wallon Lonvli) est une section de la ville belge de Bastogne située en Wallonie dans la province de Luxembourg.
C'était une commune à part entière avant la fusion des communes de 1977.
Ce village est remarquable pour un gisement de divers sulfures ( galène, sphalérite…) et d'autres minerais de plomb dont la cérusite et la pyromorphite.
-photos des minéraux de Longvilly.
-photos des minéraux de Longvilly.

## Géographie

### Hameaux
Al-Hez, Arloncourt, Bourcy (lb: Borzig), Horritine, Michamps, Moinet (lb: Welsch Boukëlz), Oubourcy (lb: Obortsich).

## Démographie
- Source: INS recensements population

## Histoire
Sous le régime français, fusionne avec Moinet.
En 1823, fusionne avec Arloncourt, Bourcy, Michamps, et Oubourcy (détachés de Noville-lez-Bastogne, section de Rachamps).
Comptait encore 23 % de germanophones en 1880.